# Hoplolabis spinosa
Hoplolabis spinosa är en tvåvingeart som först beskrevs av Nielsen 1953.  Hoplolabis spinosa ingår i släktet Hoplolabis och familjen småharkrankar.
Artens utbredningsområde är Österrike. Inga underarter finns listade i Catalogue of Life.